# Radon-difluorid
A radon-difluorid nemesgázvegyület, képlete RnF2. A radon könnyen reagál a fluorral, melynek eredményeként szilárd vegyület keletkezik, ám ez elpárologtatás közben elbomlik, ezért a pontos összetétele ismeretlen. Elméleti számítások szerint elképzelhető, hogy – a többi kétkomponensű nemesgázvegyülettel ellentétben – ionvegyület.
Mint minden radonvegyület, radioaktív.

## Fordítás
Ez a szócikk részben vagy egészben  a   Radon difluoride című angol Wikipédia-szócikk ezen változatának fordításán alapul.  Az eredeti cikk szerkesztőit annak laptörténete sorolja fel. Ez a jelzés csupán a megfogalmazás eredetét és a szerzői jogokat jelzi, nem szolgál a cikkben szereplő információk forrásmegjelöléseként.